# Botanische naam
Een botanische naam is een formele naam volgens de International Code of Nomenclature for algae, fungi, and plants (voorheen de International Code of Botanical Nomenclature). Soms wordt ook de term wetenschappelijke naam gebruikt; deze term is correct, maar wordt ook gebruikt voor onder andere een zoölogische, bacteriële en virale naam. Een botanische naam wordt gebruikt voor algen (inclusief blauwalgen), schimmels en planten.
Het doel van een botanische naam is om een taxon van een uniek en eenduidig etiket te voorzien dat over de hele wereld identiek is en gebruikt kan worden om toegang te krijgen tot alle informatie die over dat taxon gepubliceerd is.
Botanische namen kunnen bestaan uit een deel (geslacht en daarboven), twee delen (soort en daarboven, maar beneden de rang van geslacht) of drie delen (beneden de rang van soort).
Voorbeelden:
Naam in een deel
Monocotyledones (de eenzaadlobbigen)
Coniferae (de coniferen)
Linaceae (de vlasfamilie)
Leguminosae (de vlinderbloemenfamilie)
Betula (het berkengeslacht)
Naam in twee delen
Acacia subg. Phyllodineae
Gossypium barbadense (Amerikaanse katoen)
Naam in drie delen
Theobroma cacao subsp. cacao (de cacaoboom)
Een naam in drie delen, dus de naam van een infraspecifiek taxon (beneden de rang van soort) behoeft een verbindingsterm om de rang aan te duiden. In het Theobroma-voorbeeld hierboven is dit "subsp." (voor subspecies, ondersoort). In de botanische nomenclatuur zijn er verschillende rangen direct beneden die van soort (in de zoölogie is er slechts een zo'n rang, te weten ondersoort, zodat deze verbindingsterm daar niet nodig is). Ook de naam van een "onderafdeling van een geslacht" (subdivison of a genus) heeft een verbindingsterm nodig (in het Acacia-voorbeeld hierboven is dit "subg.", subgenus). Een dergelijke verbindingsterm is geen deel van de naam.
Een taxon kan aangeduid worden met een opsomming in meer dan drie delen:
"Saxifraga aizoon var. aizoon subvar. brevifolia f. multicaulis subf. surculosa Engl. & Irmsch."
maar dit is een classificatie, niet een formele naam. De botanische naam is:
Saxifraga aizoon subf. surculosa Engl. & Irmsch.
De International Code of Nomenclature for algae, fungi, and plants geeft alle botanische namen cursief weer, en hoopt dat wetenschappelijke tijdschriften dit voorbeeld volgen.

## Noot
1. ↑  "var." is de afkorting voor varietas (variëteit); "f." is de afkorting voor forma (vorm)
2. ↑  Art. 24 Ex. 1. Gearchiveerd op 17 november 2022.